# Sismo do Peru de 2007
O sismo do Peru de 2007 foi um sismo registrado em 15 de agosto de 2007 às 20h48min58 UTC (18h40min58 hora local) com duração de cerca de 2:30 minutos. Seu epicentro se localizou na costa do Peru, a 169 km a sudeste da capital Lima, e a 47 km de profundidade. Teve uma magnitude de 8,0 na escala Richter.
Após o abalo principal, alertas de tsunami foram emitidos ao Peru, Chile, Equador e outros países da costa do Oceano Pacífico, mas foram cancelados mais tarde. Uma centena de réplicas se sucederam, alcançando magnitudes entre 5 e 6 graus. As mais importantes foram uma de 5,9 graus às 19h19, outra às 19h41 a 70 km ao sudoeste de Huancayo. Um terceiro abalo foi registrado às 20h02 à 146 km, sudoeste de Lima.
Especialistas indicam que estes tipos de sismos se produzem a cada cem anos e se devem ao colapso entre as placas de Nazca e Sul-Americana.

## Consequências
As cidades de Ica, Pisco, San Vicente de Cañete e Chincha Alta foram as mais atingidas, mas o tremor pôde ser sentido também nas cidades de Pucallpa, Iquitos, Contamana, Trujillo, Cajamarca e na capital, Lima, onde janelas chegaram a ser arrancadas em alguns pontos.
No Brasil o tremor pôde ser sentido por moradores no estado do Amazonas. O Corpo de Bombeiros local recebeu pelo menos 10 chamados em diversas regiões de Manaus.
Em Ica 30 pessoas morreram no desmoronamento de uma igreja. Segundo o governo peruano, o número de mortos em decorrência do terremoto gira em torno de 500 e o número de feridos ultrapassa 1800 pessoas.
No Peru ocorreu o trágico acontecimento de 37 612 casas destruídas pelo sismo.

## Testemunha
A tradutora paulista Silvia Araújo, 38, estava trabalhando quando sentiu que o prédio onde fica seu escritório começou a balançar.
"Eu estava no escritório quando senti o terremoto. De repente os quadros começaram a se mover, os computadores balançavam e eu corri para a zona de segurança para me proteger. Foi uma confusão", disse.

"Quando vi que o tremor não parava, decidi descer pelas escadas. Havia centenas de pessoas na rua, assustadas. Muita gente chorando, tentando ligar para a família pelo celular, mas não havia linha. Estava preocupada com minhas filhas, que estavam em casa. Não quero voltar a viver uma experiência como a que vivi hoje", afirma.
A fotógrafa Débora Paredes, apesar de morar há mais de 20 anos na capital, onde os tremores são frequentes, falou que também nunca tinha vivido uma experiência tão assustadora.

Débora estava em um ônibus quando começou o sismo. Um trajeto que ela normalmente faz em 15 minutos demorou uma hora.
"O ônibus em que eu viajava estava em frente a um supermercado. De repente vi uma correria, uma multidão que saiu para o meio da rua, muita gente chorando. Vi uma senhora desmaiando também."

"Confesso que foi a pior experiência que já vivi na vida e realmente pensei que ia morrer. Foi muito forte, muito longo e assustador. Ainda estou muito nervosa e amedrontada", escreveu em seu blogue a mineira Vanessa Guimarães, que mora em Lima há mais de 5 anos com o marido e o filho.
Os voos que vinham do Brasil foram cancelados. O aeroporto internacional de Lima foi fechado e só seria reaberto na manhã de quinta-feira.
Até o momento, não há informações sobre possíveis vítimas brasileiras entre as centenas de feridos.